# Estadio Sir John Guise
El Estadio Sir John Guise es un recinto deportivo localizado en la ciudad de Puerto Moresby, capital de Papúa Nueva Guinea. Es el principal estadio del país y cuenta con una capacidad de 15 000 espectadores.
Aparte del campo principal, el complejo posee un espacio para practicar deportes bajo techo. En todo el recinto se puede practicar atletismo, squash, fútbol, hockey y voleibol, además de poseer un estacionamiento para 500 vehículos, un sector de prensa y varios vestuarios.
Fue seleccionado como estadio olímpico para los Juegos del Pacífico 2015 que organizó Puerto Moresby. Por ello, en 2013 comenzó una remodelación que terminó previo al inicio del evento. Acogió posteriormente, a la Copa de las Naciones de la OFC 2016.